# 杂交猪笼草
杂交猪笼草（学名：Nepenthes × hybrida）是一个猪笼草属的人工杂交种，由来自维奇苗圃的John Dominy使用印度猪笼草（N. khasiana）（在当时被标记为滴液猪笼草）和来自婆罗洲的未知猪笼草个体（N. sp.）杂交培育而成，并于1866年正式发售。它是人类历史上有记录的第二个猪笼草的园艺杂交种。目前已经灭绝。
1877年，同样工作于维奇苗圃的William Court发表了一个名为N. × hybrida maculata elongata的栽培种，但它与杂交猪笼草并不是同源的，尽管他们的母本相同，N. × hybrida maculata elongata父本是一株多明猪笼草，而非印度猪笼草。
这个来自婆罗洲未命名的母本被认为可能是小猪笼草，杂交猪笼草叶片下延呈狭长披针形的特征也支持这一观点。与其同一时期诞生且具有相同亲本组合的园艺品种还有塞登猪笼草（N.  × sedenii），这两种猪笼草成熟叶片的叶缘都具有细小的流苏（一般的猪笼草仅幼年时期具有此特征），且叶片近无柄，均与奇异猪笼草的特征一致；有人据此推测杂交猪笼草与塞登猪笼草的真实身份其实是Nepenthes × (gracilis × mirabilis)。
有时一些专业性欠缺的文献会将红瓶猪笼草错误地标记为本种。